# Bujaleuf
Bujaleuf is een gemeente in het Franse departement Haute-Vienne (regio Nouvelle-Aquitaine) en telt 927 inwoners (1999). De plaats maakt deel uit van het arrondissement Limoges.

## Geografie
De oppervlakte van Bujaleuf bedraagt 41,6 km², de bevolkingsdichtheid is 22,3 inwoners per km².

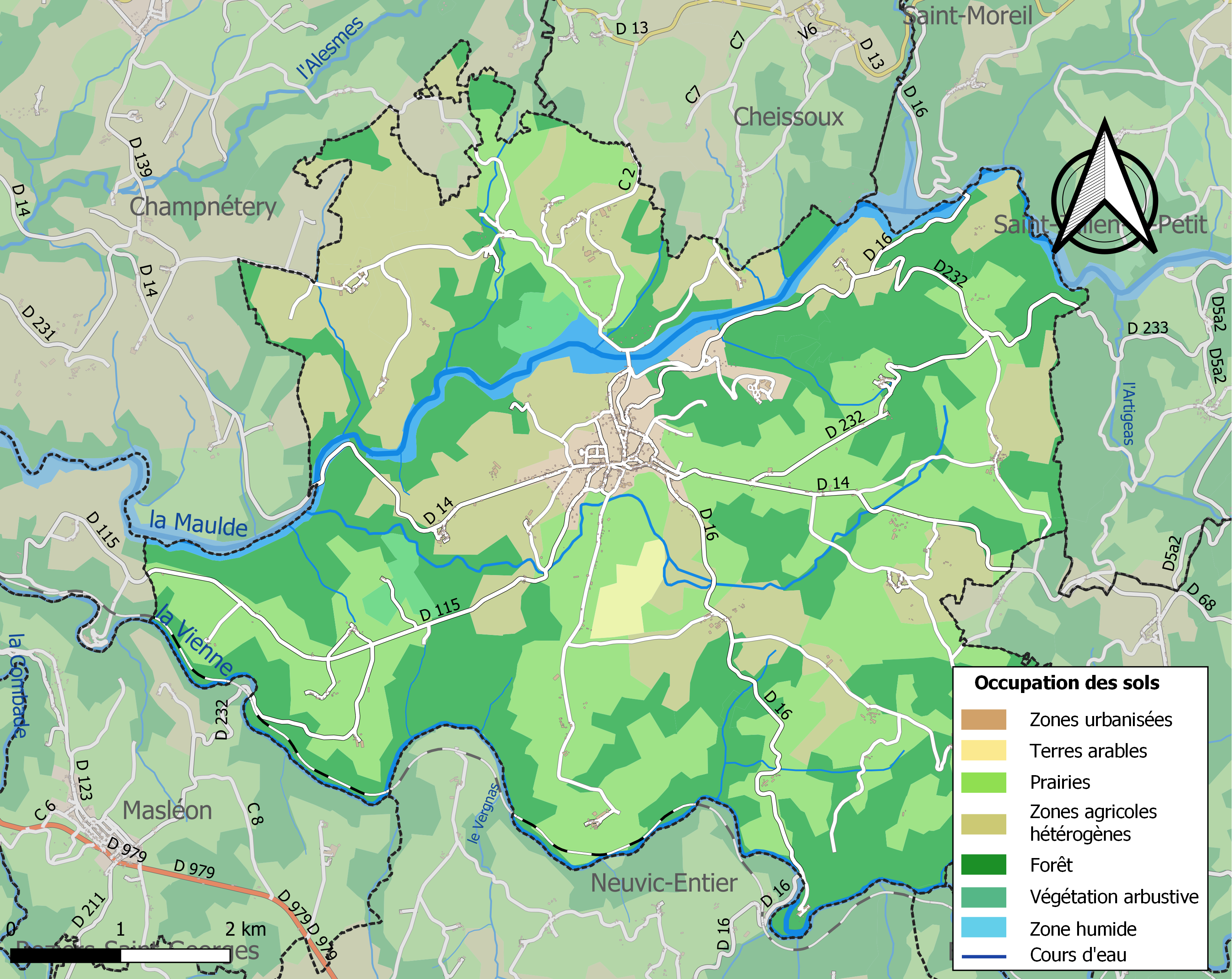
Kaart van de gemeente met de belangrijkste infrastructuur, bodemgebruik en omliggende gemeenten

## Verkeer
De spoorweghalte Châteauneuf - Bujaleuf ligt aan de overzijde van de Vienne op het grondgebied van de gemeente Neuvic-Entier.

## Demografie
Onderstaande figuur toont het verloop van het inwonertal (bron: INSEE-tellingen).